# Cascina dei Preti
La cascina dei Preti è una cascina di Cornate d'Adda.

## Architettura
La cascina dei Preti è stata costruita nel XVIII secolo, e si trova a Cornate d'Adda in via Guido Rossa.
Prende il nome dei primi proprietari, la famiglia Preti. Nella prima metà del secolo scorso comprendeva stalle, fienili e case d'abitazione.
Ora appare ristrutturata e conservata e mantiene l'aspetto e le caratteristiche originali grazie alla volontà conservatrice del proprietario che ha rispettato le direttive dettate dal Parco dell'Adda Nord nel cui territorio la cascina rientra.
La Cascina dei Preti è costituita da due piani, la parte a Nord si presenta con un portico al piano inferiore e loggia con struttura e parapetto ligneo a quello superiore, quelli a Ovest e ad Est hanno facciate con solo il ballatoio al piano superiore.
L'accesso ai piani alti è garantito da due scale poste agli angoli del corpo Nord. I ballatoi permettono l'accesso ai locali delle due ali laterali. L'ingresso nella Cascina è dato da un androne con arco a tutto sesto che sottopassa il corpo settentrionale.
Staccato dal complesso e posto sul lato a Ovest, si trova un cascinotto usato prima per il ricovero dei carri, infatti le stalle ed i fienili sono sprovvisti di portico. Ora il cascinotto viene usato per il ricovero dei cavalli.

## Storia
Durante l'ultimo periodo della seconda guerra mondiale,in questa cascina si consumò il più grave fatto di sangue avvenuto nel comune di Cornate d'Adda, conosciuto come l'eccidio di Cascina Preti. 
Durante il periodo bellico a Ponte San Pietro, in provincia di Bergamo, c'era un campo di concentramento per i prigionieri di guerra di varie nazionalità. Dopo l'8 settembre 1943 a causa della confusione che ne seguì, i militari di guardia scapparono lasciando incustodito il campo. Ne approfittarono anche i prigionieri che fuggirono e cercarono un nascondiglio nei paesi limitrofi.
Anche nella Cascina Preti avevano trovato rifugio prigionieri di guerra di nazionalità serba che contraccambiavano l'ospitalità aiutando le famiglie contadine nei lavori dei campi e nella gestione degli animali. Il 21 febbraio 1944 alle 19:00 dei soldati tedeschi e fascisti della Repubblica Sociale Italiana irruppero; i prigionieri serbi tentarono di fuggire ma uno di essi fu colpito a morte (Drascovishc Vucheti), mentre altri due rimasero feriti. Tutti gli abitanti della cascina furono radunati sotto il portico principale, compresi i bambini piccoli e le donne anziane. I nazifascisti si scagliarono contro un abitante della cascina (Luigi Porta) che tentò di protestare, lo massacrarono a colpi di calcio di fucile alla testa. Morirà nel suo letto dopo due giorni di agonia e sofferenze.
I nazifascisti misero a soqquadro le povere abitazioni delle sei famiglie che qui abitavano, asportando le poche cose in esse contenute, compresi i generi alimentari. Assunsero a pretesto di queste azioni il fatto che secondo i fascisti, i contadini della cascina aiutassero i partigiani locali, dei quali, però, non trovarono nemmeno l'ombra.
I nazifascisti portarono con loro alcuni ostaggi che vennero in seguito rilasciati, tranne Battista Crippa, classe 1901, 
che dopo pochi giorni fu deportato al Campo di transito di Fossoli, in provincia di Modena, dove fu inserito nell'elenco dei prigionieri da trasferire in Germania con il convoglio partito da Firenze nei primi giorni di marzo del 1944 con destinazione Mauthausen. Fu successivamente trasferito a Ebensee dove morì nel mese di maggio del 1944, due mesi dopo la sua partenza dall'Italia. A Luigi Porta, massacrato col calcio dei mitra e dei fucili, in ricordo di quei terribili fatti successi alla Cascina Preti, il Comune di Cornate d'Adda ha intitolato una via nel centro storico del paese.
Inoltre il Comune, nel decimo anniversario dell'evento, ha dedicato a Battista Crippa e a Luigi Porta una targa apposta sul muro di ingresso della cascina.